# Dambadżancagijn Battulga
Dambadżancagijn Battulga (mong. Дамбажанцагийн Баттулга; ur. 5 stycznia 1968) – mongolski biegacz narciarski, olimpijczyk.
W Calgary wziął udział w biegach na 15, 30 i 50 kilometrów zajmując odpowiednio 69., 69. i 60. miejsce.